# Siegfried Filippi
Siegfried Filippi (* 2. Dezember 1929 in Meran, Südtirol; † 25. August 2022 in Gießen-Kleinlinden) war ein italienischer Mathematiker und Numeriker. 

## Leben
Siegfried Filippi wurde in Meran, Südtirol, als Sohn eines Bergbauern geboren. Er studierte ab 1952 Mathematik, Physik, Philosophie und Psychologie an der Universität Innsbruck. Nach seiner Promotion habilitierte er sich 1963 an der RWTH Aachen mit einer Schrift über Neue Gauß-Typ-Quadraturformeln. Er war anschließend bei der NASA im Marshall Space Flight Center in Huntsville in Alabama, am Goddard Space Flight Center in Greenbelt in Maryland  und am Georgia Institute of Technology in Atlanta in Georgia tätig. Dort war er mit seinen Forschungsarbeiten auf dem Gebiet der numerischen Methoden zur Berechnung von Raketenbahnen involviert.
1969 erhielt er einen Ruf auf die Professur für Numerische Mathematik an die Justus-Liebig-Universität Gießen. Zugleich erfolgte die Ernennung zum Direktor des Rechenzentrums der Universität. 1998 wurde er emeritiert.
Für das sogenannte Filippi-Verfahren, eine mathematische Methode zur Approximation eines Integrals, ist Siegfried Filippi der Namensgeber. 27 Jahre lang engagierte er sich privat von seinem Wohnort Kleinlinden aus für die Erwachsenenbildung der katholischen Gemeinden Gießens.
Filippi war selbst Dialyse-Patient und engagierte sich für die Aufklärung und Anwendung der Dialyse.
Siegfried Filippi war verheiratet und Vater zweier Söhne. Er starb am 25. August 2022 im Alter von 92 Jahren in Gießen-Kleinlinden.